# Relations entre le Pays basque et la Navarre
Les relations entre les territoires qui composent actuellement la communauté autonome du Pays basque et la communauté forale de Navarre, en Espagne, constituent un sujet complexe, qui provoque des prises de position différentes, voire opposées. D'un point de vue strictement juridique, la Quatrième disposition transitoire (Disposición transitoria cuarta) de la Constitution espagnole de 1978 prévoit la possibilité pour la Navarre d'intégrer la communauté autonome du Pays basque, en suivant la procédure précisée dans ladite disposition.

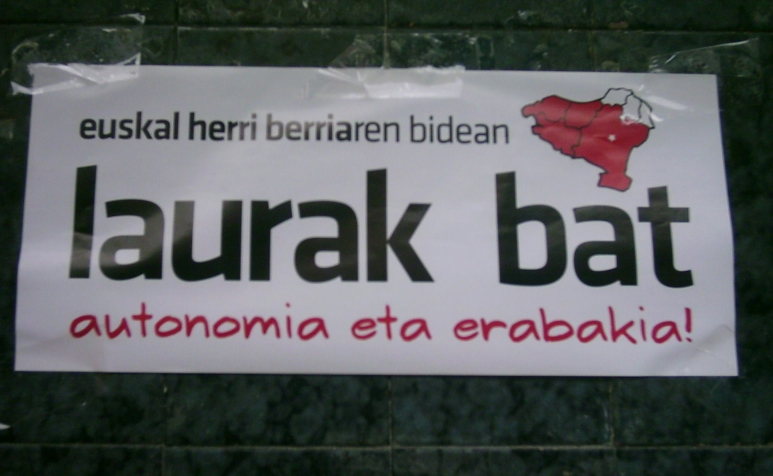
Laurak Bat. Photo prise à Zestoa au Guipuscoa

## Contexte
Les territoires qui composent aujourd'hui la communauté autonome du Pays basque et la communauté forale de Navarre connurent une histoire commune au XIIe siècle, lorsqu'ils appartenaient au Royaume de Pampelune. L'Alava et la Biscaye possédaient des statuts juridiques variés.
Une partie de l'Alava formait le comté homonyme. La Biscaye se divisait quant à elle en trois entités : la seigneurie de Biscaye proprement dite, les Encartaciones et le Duranguesado, ces deux derniers territoires ayant incorporé ultérieurement la seigneurie. Les terres d'Alava et celles de Biscaye, ainsi que d'autres territoires, passèrent à plusieurs reprises sous la souveraineté des monarques pamplonais. Ainsi, la Biscaye fut navarraise sous le règne de Sanche III de Navarre, puis, au gré des jeux d'alliance mouvants, de nouveau sous le règne d'Alphonse le Batailleur, roi de Navarre et d'Aragon, jusqu'en 1135. Dans tous les territoires mentionnés existent des villes fondées par les monarques navarrais. En 1135, le comte López Díaz Ier de Haro se soumit définitivement au roi de Castille, Alphonse VI. Après s'être alliée à plusieurs reprises, et selon des modalités diverses, à ce royaume, la seigneurie de Biscaye l'intégrait fermement, la famille comtale de Haro devenant l'un des plus puissants lignages de la Couronne de Castille. Les autres territoires basques furent peu à peu incorporés au royaume castillan. La Navarre maintint son indépendance jusqu'au XVIe siècle. C'est alors que se produisit l'invasion du royaume par Ferdinand le Catholique, qui se fit couronner roi de Navarre, et incorpora la Navarre péninsulaire (ou Haute-Navarre) à la monarchie hispanique.
Une fois intégrés à la Couronne de Castille, les territoires historiques d'Alava, du Guipuscoa et de Biscaye, dotés de régimes foraux spécifiques comparables, furent dépourvus d'existence institutionnelle commune jusqu'en 1936. Au début de la Guerre civile, la Seconde République approuva le statut d'autonomie d'Euzkadi, qui demeura en vigueur jusqu'à l'occupation de la Biscaye par les troupes franquistes en 1937.
Avant cette date, quelques propositions et tentatives de rapprochement entre les quatre territoires basco-navarrais avaient été formulées, à la suite de la disparition formelle du royaume de Navarre en 1841.
En 1882, lors de son Congrès de Madrid, le Parti républicain fédéral (le courant le plus à gauche de tout le mouvement républicain espagnol), faiblement implanté en Navarre où il était dirigé par Serafín Olave, décida de rédiger une Constitution dans chacun des États hispaniques. Olave rédigea ainsi la première proposition de « statut d'autonomie » pour la Navarre depuis la Loi de confirmation des Fors (Ley de confirmación de fueros) de 1839. La proposition était intitulée « Future Constitution de la Navarre ou Bases rédigées selon l'esprit des anciens fors, adapté aux usages modernes » (Constitución futura de Navarra o Bases redactadas según el espíritu de los antiguos Fueros, acomodado a las formas modernas). Le texte prévoyait que les trois provinces basques restantes, ainsi que la Rioja et la Sixième mérindade (Sexta Merindad, la Basse-Navarre, aujourd'hui en France), pussent incorporer la Navarre, définie comme une « région ». Les ressortissants de ces territoires pourraient obtenir la qualité de citoyens navarrais. Le projet fut approuvé par le Parti Fédéral de Navarre lors d'une assemblée réunie à Tudela le 4 mars 1883.
En 1893 survint la Gamazada. Le ministre des Finances Germán Gamazo tenta de rogner l'autonomie fiscale de la Navarre. S'ensuivit une réaction populaire et institutionnelle, tant de la part des carlistes que des libéraux pro-fueros, significativement appuyés par les trois provinces basques, favorables à l’autonomie forale des quatre territoires basco-navarrais. L'expression « Laurak bat », qui signifie en basque « Les quatre font une », fut employée par les partisans des fors pour se référer aux quatre provinces dotées de régimes foraux.
Les premiers contacts de Sabino Arana Goiri avec la Navarre remontent à 1884, mais ce n’est qu’en 1910 que fut créée la Société d'études basques (Eusko Ikaskuntza), et en 1912 que fut constituée la première assemblée municipale du Parti nationaliste basque (PNV) en Navarre. Le PNV obtint son premier député aux Cortes Generales, Manuel de Irujo, en 1918. Les milieux nationalistes basques éditèrent différentes revues et périodiques, parmi lesquels Napartarra et La Voz de Navarra. L'expansion du nationalisme basque en Navarre coïncida avec la création d’institutions culturelles, telles la Société d'études basques et l'Académie royale de la langue basque (Euskaltzaindia), promues conjointement par les Députations de Navarre, d'Alava, de Biscaye et du Guipuscoa.
Des revendications autonomiques et de restauration du régime foral furent relayées par les mairies en 1918. Lors d'une assemblée réunie à Pampelune le 30 décembre 1918, les cuarentaiunistas, partisans de la Ley Paccionada navarra de 1841 qui abolissait le statut de royaume de la Navarre et en faisait une des quarante-neuf provinces espagnoles, rejetèrent les revendications.

## Statut d'Estella
Le Statut d'Estella est connu pour être une confrontation entre l'union autonomiste et catholique d'une part face à un État centraliste et laïc de l'autre.
La Commission des études basques présenta le 31 mai 1931 un "Statut général de l’État basque" dans lequel elle déclarait l'institution d'un état basque "autonome dans la totalité de l'État espagnol", formé par les provinces d'Alava, du Guipuscoa, de Navarre et de Biscaye, et dont le nom serait "Euzkadi". Dans cette configuration, le gouvernement central aurait pleine autorité pour la politique étrangère, les communications, la monnaie, le droit du commerce et le droit pénal, les relations entre l'Église et l'État, les élections nationales et les forces armées en général. Le gouvernement basque conserverait la compétence exclusive sur le reste des domaines ainsi que la gestion des compétences étatiques dans le cadre de ses frontières, y compris la police et les forces armées (appelées milices basques).
Le 7 juillet, le PNV accepta ce projet, nonobstant quelques objections, car la compétence des relations avec l'Église restait entre les mains du gouvernement de la République. Les socialistes, les républicains et les carlistes l'appuyaient également, tout en émettant des réserves. 480 des 520 municipalités des quatre provinces donnèrent leur appui initial au projet.
Une assemblée fut convoquée à Pampelune le 14 juillet pour débattre du projet. Elle fut déplacée à Estella, car elle coïncidait avec une assemblée pour la réunification des carlistes. Le projet fut discuté point par point, puis adopté avec une modification importante qui garantissait une autonomie totale dans les relations entre le nouvel état basque et le Saint-Siège, et le droit pour le nouvel état à négocier son propre concordat avec le Vatican.
Le résultat de ce processus de négociation fut connu sous le nom de Statut d'Estella. Lors de l'assemblée des municipalités réunies à Estella, 200 des 220 municipalités navarraises présentes (qui représentaient 89,93 % de la population) appuyèrent le statut basco-navarrais.
Le 22 septembre, une délégation de 420 maires se déplaça à Madrid et remit le projet de statut au président de la République, Niceto Alcalá-Zamora. Les 25 et 26 septembre, le projet fut débattu en commission aux Cortes, où il fut annoncé que l'article portant sur les relations Église-État serait déclaré anticonstitutionnel, entraînant le rejet du projet dans sa totalité.
Le 9 décembre fut approuvée la Constitution de la Seconde République, qui proclamait la séparation de l'Église et de l'État, illégalisait les activités des ordres religieux en Espagne et supprimait l'éducation catholique d'État. Les dirigeants des députations forales des quatre provinces basco-navarraises créèrent une commission pour rédiger un nouveau statut, conforme à la constitution, qui fut officiellement présenté en juin 1932. Le nouveau projet ne faisait pas référence à un État basque, mais à une « unité autonome politico-administrative au sein de l'État espagnol » ("unidad autónoma politicoadministrativa dentro del Estado español"), dont le nom serait « Pays basco-navarrais » (País Vasconavarro en castillan, et Euzkadi en basque).
Le nouveau document ne recueillit pas d'appui massif parmi les carlistes, dont les dirigeants annoncèrent que les membres du parti allaient voter en leur « conscience personnelle ». Alors que beaucoup de carlistes qualifièrent le projet d'anti-foral, le PNV rétorqua que le « fors authentique ne s'adapte pas à la volonté de ceux qui vivent dans le passé, mais à celle de ceux qui vivent dans le présent ».

Le 19 juillet 1932 fut convoquée une assemblée des mairies à Pampelune pour voter le nouveau document. En Navarre, 127 municipalités avaient confié à leurs représentants le soin de l'appuyer, tandis que 115 les avaient chargés de s'y opposer. L'assemblée fut célébrée au Théâtre Gayarre de Pampelune, pour décider si la Navarre devait continuer à s'impliquer dans le projet de statut basque à quatre provinces, tel que le stipulait l'article 4 dudit document : 
«  Le Pays basque composé des actuelles provinces d'Alava, du Guipuscoa, de Navarre et de Biscaye, constitue une entité naturelle et juridique dotée de personnalité politique propre, et il lui est reconnu comme tel le droit de se constituer et de se gérer par lui-même comme État autonome dans le cadre de la totalité de l'État espagnol. »
La proposition d'unification fut rejetée par 123 municipalités navarraises (la majorité de gauche et de la Ribera, y compris Pampelune, soit au total 186 666 habitants) contre 109 pour (soit 135 582 habitants), et 35 abstentions (soit 28 859 habitants). La différence entre le vote initial des mairies et le résultat final était dû au fait que huit représentants des municipalités qui l'appuyaient changèrent leur vote au dernier moment, et que huit autres s'abstinrent. L'assemblée fut donc entachée d'irrégularités. En réaction, des membres originaires de différents partis politiques créèrent le groupe Acción autonomista en août 1932, qui présenta en septembre une longue étude, argumentée de motifs juridiques, dénonçant des faits concrets. Le journal nationaliste La Voz de Navarra dénonça également le vote de l'assemblée.
Dans son ouvrage La Navarre n’a jamais dit non au statut basque (Navarra jamás dijo no al estatuto vasco), l’historien José María Jimeno Jurío affirme que la volonté de la majorité des municipalités navarraises n'avait pas été respectée lors de l'assemblée qui avait rejeté le projet. Les municipalités s'étaient en effet montrées majoritairement favorables à l'intégration avant l'assemblée. Jimeno Jurío repasse un à un les actes municipaux et analyse les changements de vote qui se sont produits chez les représentants, vers le refus pour certains et vers l'abstention pour d'autres. Dans certains cas, il constate que le vote a entraîné la démission du maire. Si l'on prend en compte le vote des communes des quatre territoires, 354 municipalités approuvèrent le statut, tandis que 137 s'y opposèrent
« Ce qui est certain, c'est que le problème des contraintes et des votes contre le mandat favorable accordé par quelques municipalités – certains d'entre eux vérifiés documentairement par J.M. Jimeno Jurío (1977) – ne disposait d'aucune solution juridique simple, s'agissant d'un vote au deuxième degré. D'autre part, d'un point de vue constitutionnel, il eût été possible de poursuivre sur le voie du Statut unique pour les quatre provinces, en s'abritant sous la décision des mairies navarraises de janvier 1932 d'intégrer la région autonome basque. Cependant, d'un point de vue politique, cette alternative était invivable, même les nationalistes le reconnurent. Ceux-ci considéraient très difficile d'obtenir dès lors, non seulement les deux tiers du corps électoral navarrais, mais aussi une majorité simple en faveur du Statut basco-navarrais en Navarre. »
Dans ce contexte, le 9 septembre 1932, les Cortes approuvèrent le nouveau statut d'autonomie de la Catalogne, qui fut ratifié et exécuté en tant que loi le 15 septembre à Saint-Sébastien. Le 19 décembre fut adopté le projet de statut d’autonomie de la Galice par une assemblée de municipalités galiciennes, réunies à Saint-Jacques-de-Compostelle. Bien que le nouveau statut basque suivît son cours (qui fut paralysé durant le Bienio noir, et réactivé à l'arrivée au pouvoir du Front populaire), la question de l'adhésion de la Navarre audit statut ne se reposa pas.

## Transition politique en Navarre
Durant la Transition démocratique qui succéda à la mort du général Franco en 1975, quelques secteurs réclamèrent à nouveau la nécessité de réaliser un statut d'autonomie commun à la Navarre, la Biscaye, l'Alava et le Guipuscoa. Ainsi il fut prévu de créer un organe pré-autonomique, le Conseil général basque (Consejo general vasco), auquel pourraient participer les représentants élus des quatre provinces.
Cette période de transition fut particulièrement violente en Navarre, qui connut des épisodes tels que les évènements de Montejurra en 1976, la semaine pro-amnistie en mai 1977, les Fêtes de San Fermín de 1978 et la violence terroriste d'ETA, entre autres. C'est dans ce contexte que le Conseil général fut limité aux trois provinces d'Alava, de Biscaye et du Guipuscoa, à la suite de l'opposition de l'UCD navarraise, majoritaire dans la province, et le changement de position idéologique de la branche navarraise du PSOE. Au cours des négociations pour l'élaboration de la Constitution, le PNV défendit l'intégration de la Navarre dans une communauté autonome commune avec les trois provinces basques. L'UCD réclamait pour sa part l'organisation d’un référendum pour valider toute incorporation. Finalement, la Constitution prévit, à travers la Quatrième disposition transitoire, la possibilité pour la Navarre d'incorporer la communauté autonome du Pays basque. Pour cela, les constituants disposèrent que deux référendums seraient organisés : un pour entériner une éventuelle décision en ce sens du Parlement de Navarre, et un second pour adopter le nouveau statut dérivé de cette intégration.
Les forces politiques majoritaires en Navarre, qui avaient misé sur le maintien de la Navarre hors d'un cadre commun basco-navarrais, élaborèrent ultérieurement la loi dite de Amejoramiento del Fuero (de développement du for) en 1982. En raison de la spécificité forale de la Navarre, cette loi constitue l'équivalent du statut d'autonomie du reste des communautés autonomes espagnoles.

## Conflit à propos des armoiries de la communauté autonome du Pays basque
Au milieu des années 1980 eut lieu un premier affrontement entre les gouvernements basque et navarrais. L'objet de la discorde était le maintien du blason de la Navarre sur les armoiries de la communauté autonome du Pays basque, adoptées le 2 novembre 1978 par le Conseil général basque, alors que la Navarre n’en faisait pas partie. La Députation forale de Navarre demanda l’élimination de ses armes sur les armoiries basques. Face au refus du gouvernement basque, la Députation navarraise recourut au Tribunal constitutionnel, qui ordonna en 1985 le retrait de l’écu navarrais des armoiries officielles de la communauté autonome du Pays basque, au motif que cette inclusion envahissait et lésait le domaine de compétences de la Navarre.

## Organe commun permanent

Armoiries actuelles. Le rouge est l'espace laissé pour la Navarre.

Emblème du gouvernement basque de 1936, où la Navarre est incluse.

En 1996, le Parlement de Navarre approuva la création d’un organisme commun entre la communauté forale et la communauté autonome du Pays basque : l’Organe commun permanent.
L’accord de coopération à l’origine de cet organisme avait été approuvé par le Parlement de Navarre le 11 juin 1996, sous le gouvernement tripartite formé par le PSOE, Eusko Alkartasuna (EA) et Convergencia de Demócratas Navarros (CDN). L'Union du peuple navarrais (UPN) et Herri Batasuna (HB) s’opposèrent au texte. L’accord fut envoyé aux Cortes Generales, paraphé par le lehendakari José Antonio Ardanza et le président du gouvernement navarrais, Javier Otano, pour son examen parlementaire. Le contexte changea brusquement lorsque Javier Otano démissionna de ses fonctions le 18 juin 1996, lorsqu’un quotidien révéla sa participation dans une affaire, le Caso Otano. Par la suite, le PSOE appuya l’ajournement du débat parlementaire sur le texte, qui fut ensuite retiré. Otano affirma plus tard avoir été incité à retirer le texte d’accord par des dirigeants d'UPN le 29 mai, en échange de ne la non-révélation dudit cas de corruption.
Juan Cruz Alli, de CDN, succéda à Otano à la présidence du gouvernement navarrais en juin 1996, et présenta dix jours plus tard une motion pour conclure un nouvel accord de coopération avec la communauté basque. La motion n’obtint pas le soutien du parlement foral, car Miguel Sanz, de l’UPN, contraire à l’accord, accéda à la présidence en septembre de la même année.
L’idée d’un organe commun tomba dans l’oubli jusqu’en 2005. Eusko Alkartasuna présenta alors une motion demandant à l’exécutif navarrais de créer un organisme commun entre la Navarre et la communauté autonome du Pays basque. La motion fut toutefois rejetée par le PSOE et l’UPN.
En 2006, l’Organe commun fut évoqué occasionnellement par divers partis et dirigeants politiques, mais suscita l’opposition frontale de CDN et, ainsi que du secrétaire général du Parti socialiste de Navarre.

## Le «plan Ibarretxe»
Un autre conflit entre les deux Communautés autonomes est apparu à la suite de la Proposition de statut politique de la communauté autonome du Pays basque présenté par le lehendakari du gouvernement basque, Juan José Ibarretxe, le 25 octobre 2003 (plus connu sous le nom de « Plan Ibarretxe »). Cette proposition fut approuvée par le Parlement Basque le 30 décembre 2004 avec les votes du PNV, Eusko Alkartasuna, Ezker Batua et trois députés d'Euskal Herritarrok mais l'opposition le PSE-PSOE et du PP et trois votes d'Euskal Herritarrok. Depuis le gouvernement de la Navarre, régi par l'UPN et le CDN, ainsi que l'appui du PSN-PSOE, a protesté contre l'inclusion de la Navarre dans le peuple basque. Le préambule de la proposition est le suivant :
« Exercice du droit de décision : L'exercice du droit du Peuple basque de décider de son propre futur se matérialise à partir du respect du droit qu'ont les citoyennes et les citoyens des différents secteurs juridiques et politiques sur lesquels il s'articule actuellement à être consultés pour décider de leur propre futur. Le droit des Territoires basques d'Alava, de Biscaye, du Guipuscoa, du Labourd, de Navarre, de Basse-Navarre et de Soule à se regrouper dans un cadre territorial commun de relations, conformément à la volonté de leurs habitants respectifs. »
Le gouvernement de Navarre a donc exprimé son rejet considéraient que la proposition du lehendakari déterminait :
... détermine la prédominance de la Navarre à qualifier son peuple avec une identité propre dans l'ensemble des peuples de l'Europe, en marge de toute décision ou manifestation de la volonté du peuple navarrais et de ses institutions, et se on indûment une représentation dont manque le Parlement basque pour inclure à Navarre et ce qui est navarrais dans ce qu'il appelle peuple basque... considère à Navarre comme territoire basque ou intégrant d'Euskal Herria [...] considère unilatéralement à la Navarre comme une partie d'Euskal Herria.
En reflétant le rejet frontal du gouvernement de Navarre à ce qu'ils considéraient des ingérences du gouvernement basque en considérant les unilatéralement il part du "peuple basque" avec lequel cette institution n'est pas identifiée. Le Parlement de Navarre s'est aussi montré à ce sujet, étant le « Plan Ibarretxe » rejeté par la majorité d'hémicycle en approuvant une déclaration proposée par le Parti socialiste de Navarre, avec l'appui UPN et de CDN, l'abstention d'IU, et le vote contre Aralar, EA et PNV.
Le rejet de la proposition par la majorité des députés dans le Congrès des Députés a annulé toute polémique concurrente, en mettant fin à l'initiative promue par le Gouvernement Basque, et par conséquent en n'étant pas recevable qui le Tribunal constitutionnel statuerait à ce sujet.

## Positionnements citoyens et partis politiques
Actuellement les nationalistes basques continuent à amener le débat sur la place publique pour savoir si les deux Communautés doivent maintenir une relation spécifique. Dans son programme électoral aux élections forales de 2007, la coalition Nafarroa Bai a proposé "pour le moyen ou le long terme, qu'il était disposé, avec le soutien d'une majorité sociale suffisante, à favoriser une confédération avec la communauté autonome du Pays basque", ainsi que la création "d'instruments de coopération permanente entre la Navarre et la communauté autonome du Pays basque", semblables à ceux approuvés en 1996.
En février 2007, Batasuna a proposé un nouveau cadre politique dans lequel il a appelé à l'autonomie politique, ce qui suppose la création d'une nouvelle communauté autonome qui inclut les quatre territoires ou Laurak bat (les quatre font un).
La possibilité de tout type relation ou d'union politique a été rejetée par l'Union du peuple navarrais (UPN), la CDN (Convergencia de Demócratas de Navarra) Convergence de Démocrates Navarrai et le PSN-PSOE. Ce qui représente 72 % de l'assemblée parlementaire dans la législature de 2007-2011. En ce sens, L'UPN a, à plusieurs reprises, demandé la suppression de la Disposition Transitoria Cuarta.
Dans son rapport sur une possible réforme de la Constitution, le Conseil de État a demandé "la dérogation expresse ou la reformulation dans les termes qui sont jugés plus adéquats", en considérant que son maintien dans une réforme hypothétique, en étant attaché au contexte de la Transition espagnole, équivaudrait" à l'incorporation d'une norme nouvelle à la Constitution". En ce sens, au Congrès, des Députés ont posé une proposition non de loi du Groupe Populaire dans laquelle :
« ...il incite le Gouvernement d'admette qu'il n'a aucune légitimité pour formuler une déclaration publique qui reconnaît l'existence d'une nation appelée Euskal Herria intégrée par sept territoires, dont la Navarre. »
La proposition a été rejetée le 19 décembre 2006 avec 133 votes pour, 174 contre et deux abstentions.
Il n'y a jamais eu une consultation directe des citoyens de la communauté autonome du Pays basque et de la Navarre sur cette affaire. Il n'existe pas de données précises, bien qu'en effet il y eut divers sondages. Selon l'un d'entre eux, effectué par Elkarri en 2004, qui souligne le fait que les Navarrais soutiendraient un rapprochement des relations entre les deux Communautés, comme indiquerait le sondage d'Elkarri (66 %) tout en respectant l'autonomie de la Navarre et en rejetant la majorité son intégration dans la communauté autonome du Pays basque ou autre sondage effectué par le journal Le Monde en 1998 (34,2 % à faveur et 19,2 % contre).
D'autre part, dans la communauté autonome du Pays basque, les sondages indiquent que la société basque est majoritairement à faveur (81 %) pour resserrer des relations avec la Navarre, « à condition que les Navarrais et les Navarraises le désirent ».

### Source
- (es) Cet article est partiellement ou en totalité issu de l’article de Wikipédia en espagnol intitulé « Relaciones entre Navarra y el País Vasco » (voir la liste des auteurs).